# Epiplema semibrunnea
Epiplema semibrunnea är en fjärilsart som beskrevs av Arnold Pagenstecher 1888. Epiplema semibrunnea ingår i släktet Epiplema och familjen Uraniidae. Inga underarter finns listade i Catalogue of Life.